# Campeonato Chileno de Futebol de 2009 - Segunda Divisão
O Campeonato Chileno de Futebol de Segunda Divisão de 2009 (oficialmente Campeonato Nacional de Primera B de la Asociación Nacional de Fútbol Profesional de Chile 2009) foi a 59ª edição do campeonato do futebol do Chile, segunda divisão, no formato "Primera B". Os 12 clubes jogam em turno em grupos regionais e depois turno em um grande grupo nacional (Apertura) e returno em grupo único (Clausura). O campeão da tabela anual (soma dos dois torneios) e o vencedor entre os dois "campeões" de turno e returno são promovidos para o Campeonato Chileno de Futebol de 2010. Os dois subsequentes da tabela anual jogariam partidas de ida e volta com os antepenúltimos colocados (Club Deportivo Palestino e Club Provincial Curicó Unido). O último colocado era rebaixado para o Campeonato Chileno de Futebol de 2010 - Terceira Divisão.

## Participantes
| Equipe                               | Cidade       | Região                           | No ano anterior                                                      | Estádio                                    | Capacidade | Títulos              | Participações |
| ------------------------------------ | ------------ | -------------------------------- | -------------------------------------------------------------------- | ------------------------------------------ | ---------- | -------------------- | ------------- |
| Club de Deportes Unión La Calera     | La Calera    | Região de Valparaíso             | Sétimo Lugar                                                         | Estádio Municipal Nicolás Chahuán Nazar    | 10.000     | 2 (1961, 1984)       | 34            |
| Club de Deportes Copiapó             | Copiapó      | Região de Atacama                | Décimo Primeiro Lugar                                                | Estádio Luis Valenzuela Hermosilla         | 8.000      | 0 (não possui)       | 7             |
| Club Deportivo San Luis              | Quillota     | Região de Valparaíso             | Décimo Lugar                                                         | Estádio Municipal Lucio Fariña Fernández   | 7.500      | 3 (1955, 1958, 1980) | 28            |
| Club de Deportes Unión San Felipe    | San Felipe   | Região de Valparaíso             | Nono Lugar                                                           | Estádio Municipal de San Felipe            | 18.500     | 1 (1970, 2000)       | 31            |
| Club Deportivo San Marcos de Arica   | Arica        | Região de Arica e Parinacota     | Quinto Lugar                                                         | Estádio Carlos Dittborn                    | 10.000     | 1 (1981)             | 27            |
| Club de Deportes Puerto Montt        | Puerto Montt | Região de Los Lagos              | Vice Campeão                                                         | Estádio Regional de Chinquihue             | 5.300      | 1 (2002)             | 17            |
| Club de Deportes Santiago Wanderers  | Valparaíso   | Região de Valparaíso             | Oitavo Lugar                                                         | Estádio Elías Figueroa Brander             | 23.000     | 2 (1978, 1995)       | 15            |
| Club de Deportes Lota Schwager       | Coronel      | Região de Bío-Bío                | Sexto Lugar                                                          | Estádio Municipal Federico Schwager        | 18.500     | 2 (1969, 1986)       | 25            |
| Club de Deportes Coquimbo Unido      | Coquimbo     | Região de Coquimbo               | Terceiro Lugar                                                       | Estádio La Pampilla                        | ---        | 2 (1962, 1977)       | 26            |
| Club de Deportes Naval               | Talcahuano   | Região de Bío-Bío                | Acesso pelo Campeonato Chileno de Futebol de 2008 - Terceira Divisão | Estádio El Morro                           | 7.152      | 0 (não possui)       | 7             |
| Club Deportivo Provincial Osorno     | Osorno       | Região de Los Lagos              | Rebaixado do Campeonato Chileno de Futebol de 2008                   | Estádio Municipal Rubén Marcos Peralta     | 12.000     | 3 (1990, 1992, 2007) | 18            |
| Club de Deportes Melipilla           | Melipilla    | Região Metropolitana de Santiago | Rebaixado do Campeonato Chileno de Futebol de 2008                   | Estádio Municipal Roberto Bravo Santibáñez | 5.500      | 2 (2004, 2006)       | 14            |
| Club Social y de Deportes Concepción | Concepción   | Região de Bío-Bío                | Rebaixado do Campeonato Chileno de Futebol de 2008                   | Estádio Municipal de Concepción            | 35.000     | 2 (1967, 1994)       | 8             |
| Club de Deportes Antofagasta         | Antofagasta  | Região de Antofagasta            | Rebaixado do Campeonato Chileno de Futebol de 2008                   | Estádio Regional de Antofagasta            | 26.339     | 1 (1968)             | 23            |

## Campeão
| Campeão Chileno Segunda Divisão 2009                               |
| ------------------------------------------------------------------ |
| Club de Deportes Unión San Felipe (San Felipe) (3º título) Campeão |